# Миньский повет
Миньский повет (пол. Powiat miński) — повет (район) в Польше, входит как административная единица в Мазовецкое воеводство. Центр повета — город Миньск-Мазовецки. Занимает площадь 1164,35 км². Население — 149 897 человек (на 2013 год).

## Административное деление
- города: Миньск-Мазовецки, Сулеювек, Халинув, Калушин
- городские гмины: Миньск-Мазовецки, Сулеювек
- городско-сельские гмины: Гмина Халинув, Гмина Калушин
- сельские гмины: Гмина Цеглув, Гмина Дембе-Вельке, Гмина Добре, Гмина Якубув, Гмина Лятович, Гмина Миньск-Мазовецки, Гмина Мрозы, Гмина Сенница, Гмина Станиславув

## Демография
Население повета дано на 2013 год.
| Перепись            | Всего   | Мужчины | Женщины |
| ------------------- | ------- | ------- | ------- |
| Всего               | 149 897 | 73 105  | 76 792  |
| Городское население | 65 779  | 31 254  | 34 525  |
| Сельское население  | 84 118  | 41 851  | 42 267  |